# 系綜詮釋
系综诠释是量子力学的一种诠释，也是一种最小诠释，即它提出最少的假设来表述量子力学。系综诠释有时也被称为「统计诠释」，其核心是馬克思·玻恩對於波函數給出的統計詮釋。玻恩因此基礎研究榮獲諾貝爾物理學獎。
系综诠释表明，量子態能夠描述系綜的統計性質，但量子態不一定能完備地描述單獨量子系統的性質，例如，單獨粒子:234-235。在這裏，系綜指的是，理論而言，無窮多個以相同方法製備而成的系統，而單獨系統只的是其中任何一個系統。阿爾伯特·愛因斯坦是系綜詮釋的著名支持者之一，他主張，:47
若嘗試將量子理論描述視為單獨系統的完備描述，則這會導致不自然的理論詮釋；反言之，若能接受這描述所提到的是很多系統組成的系綜，而不是單獨系統，則這嘗試立刻會變得不必要。——阿爾伯特‧愛因斯坦
至今為止，系綜詮釋的最有力發言者當屬西門菲莎大學物理學教授雷斯利·巴倫亭，他撰寫的教科書《量子力學的一種現代發展》（Quantum Mechanics, a Modern Development）對於系綜詮釋有很詳細的說明。
與許多其他種詮釋不同，系綜詮釋並不試圖從任何決定性程序對於量子力學給出辯解或導引，它也不會給出任何關於量子現像真實內秉性質的說明，它只是一種對於量子態的詮釋方法。

## 系綜與系統

雙縫實驗示意圖。

在系綜詮釋裏，系綜指的是，理論而言，無窮多個以相同方法製備出來的系統，而單獨系統只的是其中任何一個系統。這些以相同方法製備而成的系統，會擁有某些類似的性質，又會擁有某些差異的性質。例如，由很多動量相同的電子所組成的系綜，其位置會呈均勻分佈，這些電子擁有類似的動量，但位置則不類似。這是因為不確定性原理，製備量子態的方法所製成的系綜，其任意兩個系統的每一種可觀察量數值不可能都完全相同。:第1.3節
系綜詮釋與哥本哈根詮釋的主要不同之處為:234-235
- 根據哥本哈根詮釋，純態對於單獨系統給出完備與詳盡的描述。
- 根據系綜詮釋，純態描述的是系綜的統計性質，而不是單獨系統的性質。

在系綜詮釋裏，量子態可以用測量結果的概率分佈來設定，而不可以用單獨測量的結果來設定。:48例如，在雙縫實驗裏，從粒子源 {\displaystyle \mathrm {S} } 發射出來的相干粒子束，照射在一塊刻有兩條狹縫 {\displaystyle \mathrm {S1} } 和 {\displaystyle \mathrm {S2} } 的不透明擋板。在擋板後方有探測屏。粒子抵達探測屏的輻照度會呈黑白相間的條紋，這是粒子的干涉圖樣，展示於示意圖最右邊。
設定{\displaystyle |\chi _{1}\rangle }、{\displaystyle |\chi _{2}\rangle }分別為粒子從狹縫 {\displaystyle \mathrm {S1} } 、狹縫 {\displaystyle \mathrm {S2} } 經過的量子態。粒子的量子態{\displaystyle |\psi \rangle }為
{\displaystyle |\psi \rangle =a|\chi _{1}\rangle +b|\chi _{2}\rangle }；
其中，{\displaystyle |a|^{2}}、{\displaystyle |b|^{2}}分別為{\displaystyle |\psi \rangle }處於量子態{\displaystyle |\chi _{1}\rangle }、{\displaystyle |\chi _{2}\rangle }的概率。
量子態{\displaystyle |\psi \rangle }是個疊加態，它描述的只是粒子經過狹縫 {\displaystyle \mathrm {S1} } 、狹縫 {\displaystyle \mathrm {S2} } 概率{\displaystyle |a|^{2}}、{\displaystyle |b|^{2}}，它並不能給出粒子的確切路徑。
哥本哈根詮釋不允許存在任何隱變量理論，因為量子態具有完備性；系綜詮釋對於隱變量理論不置可否，它只強調必須以系綜來詮釋量子態。:第6節

## 單獨系統
雖然系綜詮釋闡明，波函數不適用於單獨系統，但這不意味著系綜詮釋不能被應用於單獨系統，重點是在波函數與單獨系統之間不存在一一對應，例如，一個微觀物體可能處於兩種量子態的疊加態。系綜詮釋只能用來預言，對於單獨系統的某種性質做重複測量得到某個數值的概率。
設想擲骰子遊戲，同時擲兩顆骰子於桌子上。對於這案例，系統是兩顆骰子，擲出骰子後，會得到很多種結果，例如，兩顆五點、兩顆兩點、一顆三點與一顆六點等等，每一種結果都伴隨有對應的概率。擲兩顆骰子100次會得到一個100次試驗的系綜。對於這系綜，經典統計學能夠預言某種結果會發生的次數，但是，它不能夠預言某次擲骰會得到的確切結果。這就是系綜詮釋聲稱波函數不適用於單獨系統的原因。在這裏，單獨系統的意思就是說擲兩顆骰子一次。
對於這案例，哥本哈根詮釋的處理方式並沒甚麼不同。不論是估算單獨系統或是估算很多系統組成的系綜，量子力學不能從量子態預言做實驗會得到哪種結果，只能預言得到某種結果的概率。雖然哥本哈根詮釋主張，純態對於單獨系統給出完備與詳盡的描述，這主張並沒有抵消任何量子力學預測的概率性質。為了要核對量子力學的預測，必須多次重複做同樣的實驗，換句話說，必須給出一個系綜。在這方面，這與系綜詮釋的內涵不謀而同。量子力學不能預測某單獨粒子會明確地在某時間會處於某位置，擁有某動量，儘管它能夠給定這單獨粒子的波函數。從這角度來思考，哥本哈根詮釋無法完備地描述單獨系統。

## 測量與塌縮
系綜詮釋的優點是，它乾脆地擺脫了量子態塌縮這艱澀的論題。系綜詮釋假定，波函數只適用於很多系統所組成的系綜，因此，可以避免要求單獨系統處於幾種不同的量子態，這樣，波函數不需要涉及約化的概念。舉例而言，設想一個量子骰子，其量子態可以以態向量的形式表示為
{\displaystyle |\psi \rangle ={\frac {|1\rangle +|2\rangle +|3\rangle +|4\rangle +|5\rangle +|6\rangle }{\sqrt {6}}}}
注意到，在這方程式裏，符號"+"不是代數加算符，而是在統計學裏的一種標準概率算符。態向量{\displaystyle |\psi \rangle }是一種概率數學構造，對其測量所得到的答案是一種結果1或另一種結果2、3、4等等。
很清楚地，每一次擲骰子後，在六種可能量子態{\displaystyle |1\rangle }至{\displaystyle |6\rangle }之中，只會觀測到其中一種量子態。沒有任何明文規定疊加態{\displaystyle |\psi \rangle }必須發生塌縮，或疊加態{\displaystyle |\psi \rangle }必須實際存在。態向量{\displaystyle |\psi \rangle }不能視為物理實體，不能視為照字面解釋的疊加態。根據系綜詮釋，態向量應該視為一種抽象的統計構造，只適用於很多個系統組成的系綜，不能應用於單獨系統；態向量{\displaystyle |\psi \rangle }代表很多擲骰子事件組成的系綜，假設骰子沒有瑕疵，則得到每一種骰子數1至6的概率都是1/6。

## 動機與批評
大衛·梅敏恩認為，概率性的基礎物理完全可以直接應用於單獨系統，因為，歸根結底，自然世界是由很多單獨系統組成的。系綜詮釋之所以會被有些物理學者青睞，主要是出自於兩種動機。第一種動機是渴望遵循經典原理（隱變量理論）。在「概率理論必須涉及系綜」這觀念裏有一個隱性地假定，即概率描述的是無知，而隱變量代表的就是我們所無知的。對於這動機，梅敏恩批評
"在一個非決定性世界，概率與不完全的知識毫無干係，因此不需要使用系綜的概念來做詮釋。"
然而，根據愛因斯坦，系綜詮釋被青睞的關鍵動機，不是隱隱地假定概率性的無知，而是撤除不自然的理論詮釋。:47
第二個動機涉及到量子力學的概率性質。由於量子力學內秉地具有概率性，量子力學只能是一種系綜理論，否則就不具意義。對於這動機，梅敏恩反駁
"對於單獨系統，概率是否能給出合理的意義，這動機並不能令人信服。因為，一個理論必須能夠描述與預言世界的行為。[雖然現今]物理不能對於單獨系統給出決定性預言，我們追求能夠描述單獨系統物理行為的目標，不能因為這事實而輕易放棄。"

## 參閱
- 玻恩定則